# EMERAUDE
EMERAUDE (акроним фр. Ensemble mobile écoute et recherche automatique des émissions — мобильная группа перехвата и автоматического поиска) — одно из подразделений системы радиоэлектронной борьбы вооружённых сил Франции.
Станции радиоперехвата, входящие в EMERAUDE, выполняют следующие задачи:
- Радиоразведка (англ. Communications Intelligence, COMMINT)
  - радиоперехват и прослушивание передач в ультракоротковолновом диапазоне, в частности, с использованием радиоперехватчика системы SAIGON ARBG 1;
  - перехват аналоговой радиорелейной связи;
  - перехват и автоматический анализ характера радиосообщений (передача данных, взрыв и т. д.).
- Радиотехническая разведка (англ. Electronic intelligence, ELINT)
  - перехват излучения радаров противника, в частности, с помощью перехватчика радара ARBR21.

Станции EMERAUDE развёрнуты вблизи Центра управления и эксплуатации радиоэлектронной борьбы (CDEGE).
EMERAUDE не следует путать с французской глобальной системой радиоэлектронной разведки Frenchelon.